# داستان (فیلم ۱۹۵۰)
داستان (به هندی: Dastan) فیلمی محصول سال ۱۹۵۰ و به کارگردانی عبدالرشید کاردار است. در این فیلم بازیگرانی همچون ثریا، راج کاپور، وینا، مراد ایفای نقش کرده‌اند.